# Человек, который застрелил Либерти Вэланса
«Человек, который застрелил Либерти Вэланса» (англ. The Man Who Shot Liberty Valance; 1962) — поздний вестерн Джона Форда, главные роли в котором сыграли Джон Уэйн, Джеймс Стюарт и Ли Марвин. Фильм, высвечивающий относительность понятий об истине в истории, выдержан в элегическом тоне с нотками пессимизма, что соответствует теме прощания с Диким Западом, на смену которому неумолимо приходит современная цивилизация. В 2007 году включён в Национальный реестр фильмов Библиотеки Конгресса США.

## Сюжет
На рубеже 1880-х—1890-х годов молодой адвокат-идеалист Рэнсом Стоддард приезжает в маленький город Шинбоун неназванной территории к западу от фронтира (то есть на Диком Западе) и вступает в конфликт с местным преступником Либерти Вэлансом. На стороне адвоката выступает ковбой, меткий стрелок Том Донифон. После нескольких столкновений между Стоддардом и Вэлансом происходит поединок, и Вэланс погибает. Стоддард становится крупным политиком, губернатором, послом, сенатором, и через много лет возвращается в тот же город на похороны своего друга Донифона и рассказывает журналистам правду о том, кто на самом деле застрелил Либерти Вэланса. Однако для репортёров миф дороже истины: «Это Запад. Когда легенда становится фактом, мы выбираем легенду», — заявляет один из них обескураженному сенатору.

## В ролях
- Джон Уэйн — Том Донифон[3]
- Джеймс Стюарт — Рэнсом Стоддард
- Вера Майлз — Хелли Стоддард
- Ли Марвин — Либерти Вэланс
- Эдмонд О’Брайен — Даттон Пибоди
- Энди Девайн — Линк Эпплъярд
- Кен Мюррей — док Уиллоуби
- Джон Кэррадайн — майор Кассий Старбакл
- Вуди Строуд — Помпи
- Джон Куолен — Петер Эриксон
- Уиллис Бучи — Дейсон Талли, кондуктор
- Строзер Мартин — Флойд
- Ли Ван Клиф — Риз
- Денвер Пайл — Амос Кэрратерс

В титрах не указаны
- Гертруда Астор — горожанка
- Ева Новак — горожанка
- Хелен Гибсон — горожанка

За исключением Стюарта и Марвина, состав актёров традиционен для фильмов Джона Форда. Поначалу режиссёр хотел взять на роль молодого Стоддарда второго актёра, но отказался от этой идеи из опасений, что на его фоне будет бросаться в глаза солидный возраст Уэйна.

## Съёмочная группа
- Производство: Paramount Pictures, John Ford Productions
- Режиссёр: Джон Форд
- Продюсеры: Джон Форд, Уиллис Голдбек
- Авторы сценария: Джеймс Уорнер Белла, Уиллис Голдбек, Дороти Джонсон
- Оператор: Уильям Клотье
- Композитор: Сирил Мокридж

## Работа над фильмом
Из-за ограниченности бюджета было принято решение отказаться от текниколора и снимать в монохроме. Вкупе с использованием студийных интерьеров (прославившие Форда глубокие пейзажные фоны весьма немногочисленны) это усиливает «старомодность» картинки и объективно работает на создание элегического настроения, соответствующего основной теме фильма.
При рекламе фильма ставка делалась на то, что впервые на экране вместе появятся две легенды вестерна — Джон Уэйн и Джеймс Стюарт. При этом на съёмочной площадке режиссёр по своему обыкновению норовил «стравить» актёров друг с другом, чтобы добиться нужного накала эмоций в кадре. Например, он постоянно напоминал Уэйну, что тот разбогател в Голливуде именно в военные годы, когда Стюарт рисковал своей жизнью на фронте.
Композитору Берту Бакараку для использования в фильме была заказана одноимённая песня в стиле кантри. Хотя баллада в исполнении Джина Питни достигла лучшей десятки американских чартов, режиссёр не нашёл для неё места в окончательной версии фильма.

## Анализ
На склоне лет Джона Форда стала занимать тема перехода Запада от дикости к цивилизации, то есть от власти оружия к власти закона. Обращаясь к этой теме, режиссёр не может скрыть своей грусти, ведь наряду с беззаконием на исходе XIX века безвозвратно уходили в прошлое романтический героизм и бравада. Герой Стюарта воплощает «цивилизованное» будущее Запада, а герой Уэйна — старый уклад жизни на фронтире. Донифон осознаёт, что прежний Запад становится анахронизмом — и вместе с ним он сам. Тем не менее он делает выбор в пользу того, чтобы отправить «старый Запад» в лице Либерти Вэланса в могилу. Для него важно, чтобы на верху социальной пирамиды в штате воцарился достойный и честный человек вроде Стоддарда.
Эмоционально режиссёр встаёт на сторону Донифона, который всецело принадлежит к отжитому этапу в истории страны. Ёмкая метафора цветущего кактуса даёт понять, что героиня Веры Майлс хранит в сердце тоску по ушедшему миру и даже по прошествии многих лет продолжает любить старого ковбоя. Показывая равнодушие репортёров к реальным фактам 30-летней давности, Форд предлагает зрителю поразмыслить насчёт роли мифологии в формировании канонического образа Дикого Запада. Он признаёт потребность общества в героях, но ставит под сомнение героизм в традиционном понимании слова.

## Реакция на фильм
Несмотря на монохромную палитру, фильм имел успех в прокате, только за первый год собрав $3 млн. Критики восприняли его как проходную работу Форда, поднимающую обычные для него темы (конфликт поколенческих ценностей, противопоставление дикости и цивилизации, сквозная мифологичность фронтира). «Человек, который застрелил Либерти Вэланса» был удостоен только двух незначительных кинонаград:
- 1963 — премия Laurel Awards Джону Уэйну за лучшую роль в фильме жанра экшн,
- 1963 — премия Western Heritage Awards за лучший художественный фильм,

а также был номинирован на премию «Оскар» за лучшую работу художника по костюмам в чёрно-белом фильме (Эдит Хед).
Многих раздражала подчёркнутая старомодность и «искусственность» фильма — выбор на главные роли стареющих актёров: начинающего адвоката играет 55-летний Стюарт, а ещё более возрастной Уэйн только собирается завести семью. Дэйв Кер, как и ряд других киноведов, трактует подобные несообразности как своеобразное достоинство киноэлегии, выстроенной по принципу развёрнутого флешбэка, где события минувших лет пропущены через сито памяти, а детали тают в дымке времени.
Посмотрев картину на предварительном показе Питер Богданович говорил позднее: «…я понял, что видел последний шедевр „золотого века“ Голливуда. Я подумал тогда — вот этот поезд уйдёт, значит уйдёт и Форд, а уйдёт Форд — закончится целая эпоха».
Самый пессимистический фильм «короля вестернов» произвёл впечатление на Серджо Леоне, который через 6 лет снимет на тему заката американского фронтира собственный фильм «Однажды на Диком Западе», где сходные мотивы обыгрываются в ещё менее оптимистическом ключе.